# Зозуля, Михаил Павлович
Михаил Павлович Зозуля (17 сентября 1923 — 7 апреля 1975) — советский военнослужащий, гвардии старший сержант, участник Великой Отечественной войны. Полный кавалер ордена Славы. 
В годы войны — командир бронетранспортера разведывательной роты 34-й гвардейской Вапнярской Краснознаменной ордена Суворова 2-й степени мотострелковой бригады 12-го гвардейского Уманского Краснознаменного ордена Суворова танкового корпуса 2-й гвардейской танковой армии 1-го Белорусского фронта.

## Биография
Родился 17 сентября 1923 года в городе Чугуев Харьковской области.
Был призван в Красную Армию в 1941 году. С августа 1941 года был в действующей армии. Воевал на Западном фронте, Брянском фронте, Сталинградском фронте, Воронежском фронте, а также 2-м Украинском и 1-м Белорусском фронтах. Принимал участие в оборонительных боях 1941 года, обороне Сталинграда, боях на Курской дуге, освобождении Левобережной Украины, нескольких операциях на территории Украины и Белоруссии.
В июле 1944 выполнял боевую задачу по разведке участков форсирования реки. 3 сентября 1944 года награждён орденом Славы 2-й степени.
В ходе Висло-Одерской операции экипаж бронетранспортера вступил в бой с большой группой, одержал победу, добыл необходимые разведывательные сведения. 24 марта 1945 года награждён орденом Славы 1-й степени.
В 1947 году демобилизован. Жил в городе Чугуев Харьковской области. Работал мастером на авиационном ремонтном заводе. За успехи в труде был награждён орденом Трудовой Славы 2 степени. Умер 7 апреля 1975 года.